# ヘルシンキ・トラム

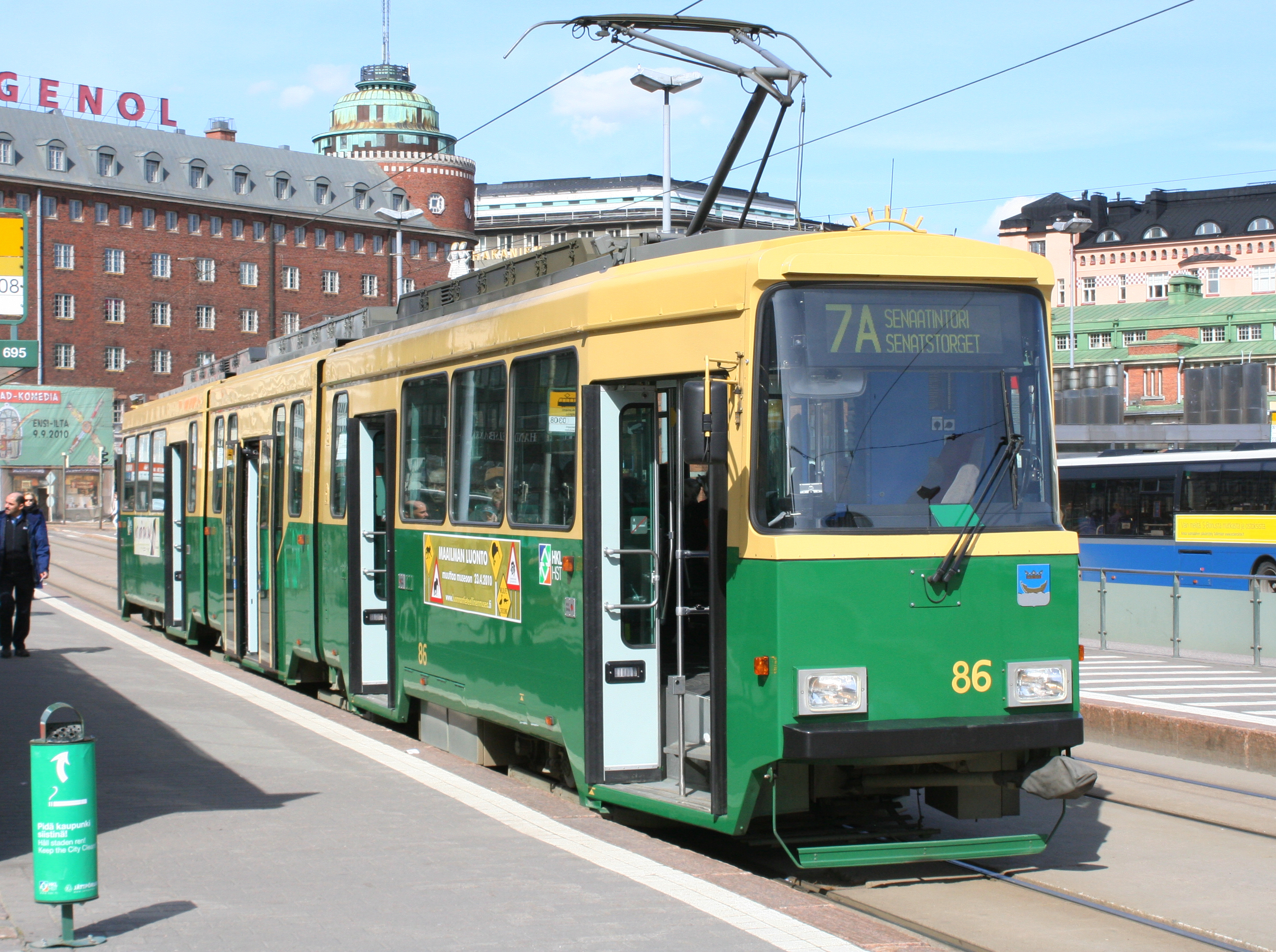
Valmet MLNRV in Hakaniemi

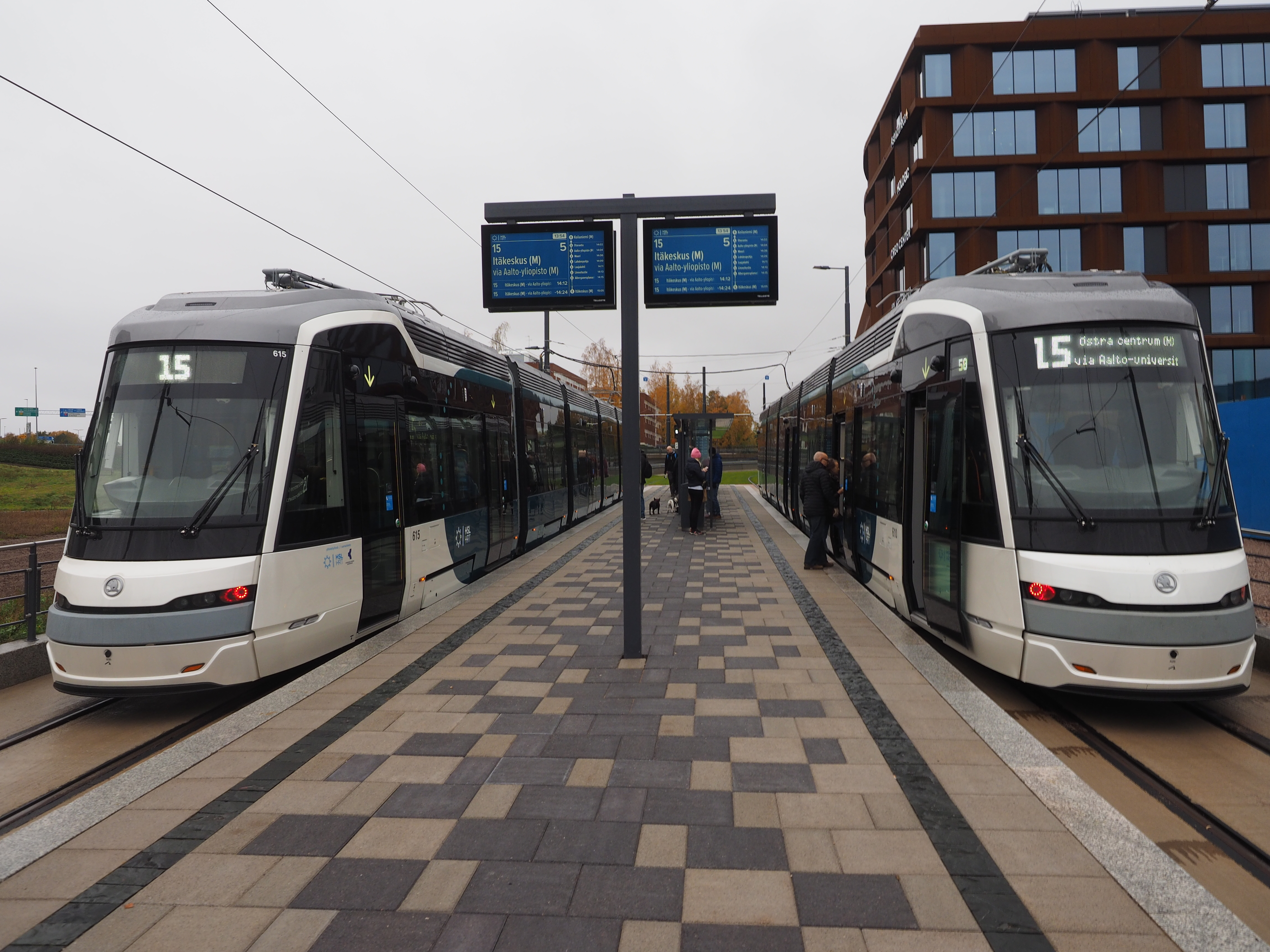
ヨケリ・ライトレール

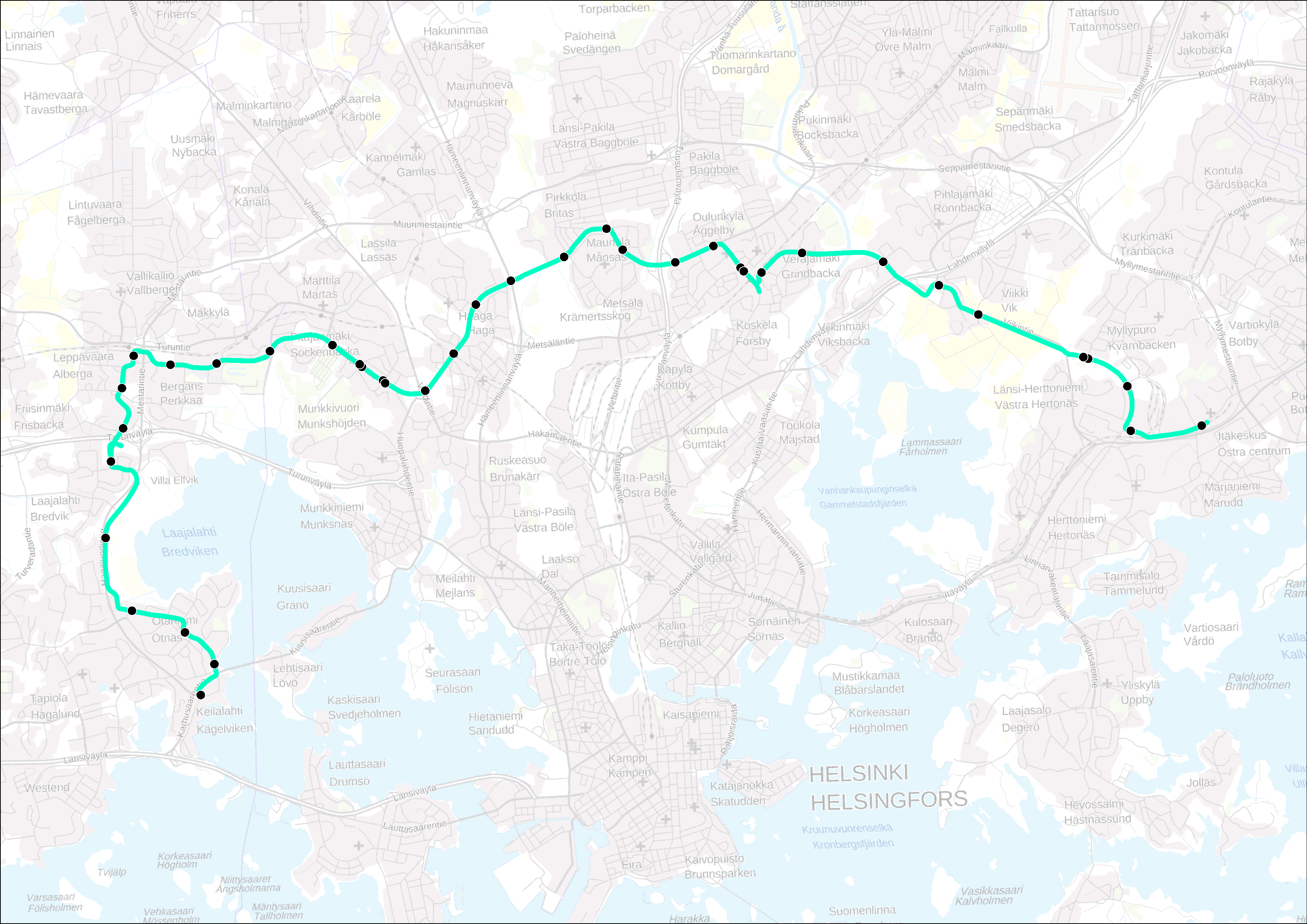
ヨケリ・ライトレール路線図

ヘルシンキ・トラム（フィンランド語：Helsingin raitioliikenne、スウェーデン語：Helsingfors spårvägar）は、フィンランドの首都であるヘルシンキにある、ヘルシンキ市交通局によって運営されている路面電車である。都心部において重要な交通手段であり、2004年の利用者数はヘルシンキ地下鉄よりも多い5660万人である。ヘルシンキ・トラムは、世界的にも比較的早い時期（1900年）に電化（馬車鉄道から電車へ移行）が行われた路面電車である。運賃は3.00ユーロ均一。
1999年より新型の低床車両を段階的に導入しているが、技術的な問題により旧型車の置き換えはあまり進んでいない。2004年には、その移行期間の補助としてドイツから古い8軸路面電車を購入した。2023年には初のライトレール路線のヨケリ・ライトレールも開通した。

## 路線
現在、11路線が運行されている。なお、各系統の起点および終点の名称はHSLの路線一覧の表記と合わせてあり、実際の電停名とは異なるものもある。
| 系統 | ルート |
| ---- | --- |
| 1    | エイラ ～ ラシパラッツィ 〜 トーロ 〜 ソルナイネン ～ カピュラ                                                                      |
| 2    | オリュンピアテルミナーリ 〜 カウッパトリ 〜 ラシパラッツィ 〜 エラインタルハ 〜 パシラ                                              |
| 3    | オリュンピアテルミナーリ 〜 エイラ 〜 ラウタティエアセマ 〜 ハカニエミ 〜 カッリオ 〜 トーロンハッリ                                |
| 4    | カタヤノッカ ～ マンネルヘイメンティエ 〜 ムンッキニエミ                                                                            |
| 5    | カタヤノカン・テルミナーリ ～ ラウタティエアセマ（フェリー発着時のみ）                                                              |
| 6    | エイランランタ ～ ラウタティエアセマ 〜 ソルナイネン 〜 アラビア                                                                    |
| 7    | 西港（ランシテルミナーリ） 〜 カンッピ 〜 ラウタティエアセマ 〜 クルーヌンハカ 〜 ソルナイネン 〜 ランシ・パシラ                    |
| 8    | ヤトカサーリ ～ ルオホラハティ 〜 トーロ ～ ソルナイネン 〜 アラビア                                                                |
| 9    | 西港（ランシテルミナーリ） 〜 ヤトカサーリ ～ カンッピ 〜 ラウタティエアセマ 〜 カッリオ ～ パシラ 〜 イルマラ                      |
| 10   | キルルギ ～ マンネルヘイメンティエ 〜 ピック・フオパラハティ（2022年8月29日より、メイラハティ 〜 ピック・フオパラハティ間は運休中） |
| 15   | ヨケリ・ライトレールケイラニエミ ～ オタニエミ ～ Laajalahti 〜 Leppävaara 〜 Huopalahti 〜 Oulunkylä 〜 Viikki 〜 イタケスクス     |

2009年3月30日よりカンッピを通る新路線が運行を開始し、3B系統・3T系統（現3系統・2系統）が再編された。（進行方向によって系統番号が異なる方式から、走行区間によって系統番号が異なる方式に変更された。）なお、3B系統と3T系統は、2つ合わせて8の字型の環状線を形成している。（例：カイヴォプイストを出発した3B系統の列車は、エラインタルハから3T系統となり、カンッピ経由でカイヴォプイストに向かう。）
2012年1月1日より、8系統の西側の終点がサルミサーリからヤトカサーリ（サウコンパーシ）に延長された。なお、この時サルミサーリ電停は廃止となり、代替として少し南側にランシサタマンカトゥ電停が設置されている。
2012年8月13日より、9系統の南側の終点が西港（ランシテルミナーリ）に変更された。また、5系統が「カルチャートラム」として2012年12月まで運転された（運転区間：トーロ 〜 カンッピ 〜 ラウタティエアセマ ～ リンヤト、水曜日、木曜日、金曜日の夕方3往復のみ）。
2013年1月12日より、6系統の一部列車について、西側の終点がヒエタラハティから西港（ランシテルミナーリ）に延長された。
2013年8月12日より、3B系統・3T系統の系統番号が3系統・2系統に変更された。
2016年6月20日より、4T系統（カタヤノカン・テルミナーリ 〜 ムンッキニエミ）が5系統に置き換えられた。
2017年8月14日より、1系統・2系統・3系統・7系統が再編された。旧1系統（旧1A系統含む）は エイラ ～ カウッパトリ ～ カピュラ 間を、旧2系統は オリュンピアテルミナーリ 〜 カンッピ 〜 トーロ 〜 ノルデンスキエルディンカトゥ 間を、旧3系統は オリュンピアテルミナーリ 〜 カッリオ 〜 ノルデンスキエルディンカトゥ 間を、旧7A系統・旧7B系統は セナーティントリ 〜 トーロ 〜 パシラ 〜 セナーティントリ 間をそれぞれ結んでいた。旧2系統・旧3系統はそれぞれの終端駅で系統番号を変え、引き続き運行されていた（8の字運転）。同じく、旧7A系統・旧7B系統は環状運転で、方向により系統番号を変更していた。新2系統と新3系統はオリュンピアテルミナーリで、新2系統と新7系統はランシパシラ（マイストラーティントリ）で系統番号を変えて引き続き運行される。
2022年10月17日より、7系統がランシ・パシラまで、9系統がイルマラまで延伸された。
2023年10月21日にヘルシンキトラム初のライトレール路線となる15系統のヨケリ・ライトレールが開通した。エスポーのヘルシンキ地下鉄のケイラニエ駅からアールト大学駅を通ってヘルシンキのイタケスクス駅までを結ぶ全長25㎞の路線。

## 設備

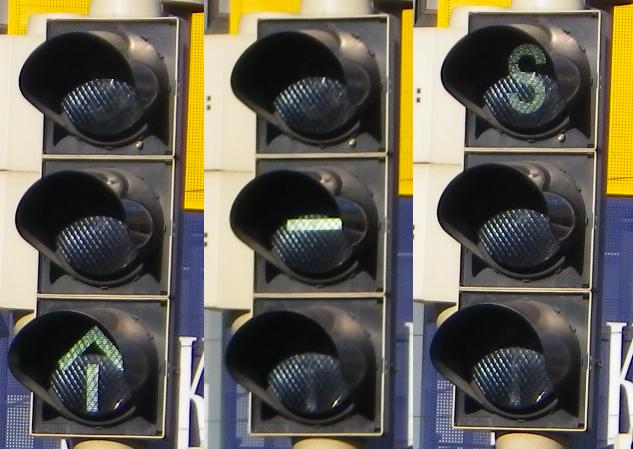
路面電車用信号機

ヘルシンキの路面電車路線の大部分は併用軌道であり、15系統以外はライトレールではない従来型の路面電車である。軌間は1,000ミリメートルで、ほとんどが複線である。一部に専用軌道の部分もある。最小曲線半径は15m。
電力供給は架線方式である。路面電車は、すべて一色のみで表示される専用の信号を使用しており、上向きの矢印が「進行」を、水平線が「減速」、S字が「停止」をそれぞれ表す。これらの信号は、路面電車とバスの運行を円滑に行われるよう一般の信号と同期しており、そのシステムを "HeLMi" と呼ぶ。
車両が単頭式（運転席が片方のみ）であるため、環状線以外の路線終端部はすべてループ線となっている。

## 車両
2008年6月現在、運用されている車両を以下に示す。
| 形式         | 車号            | 製造             | 導入      | 備考 |
| ------------ | --------------- | ---------------- | --------- | --- |
| Nr I         | 31-70           | 1973-1975        | 1973-1975 | ヴァルメト製車両。 |
| Nr II        | 71-112          | 1983-1987        | 1983-1987 | 80号は2006年に中間部を低床化改造されており、他の全車両も順次改造予定である。ヴァルメト製車両。                         |
| バリオトラム | 201-240         | 1998-2003        | 1998-2003 | アドトランツ（現ボンバルディア・トランスポーテーション）製低床車両。ヘルシンキトラムでの運用には多くの問題が発生した。 |
| GT6          | 151-154 161-166 | 1962, 1964, 1970 | 2005-2008 | ヴァリオトラムの問題による車両不足を補うため購入された中古車両。 161号から166号は中間部低床車両。デュワグ社製。        |

| 形式  | 車号      | 製造 | 導入 | 備考                                                                                  |
| ----- | --------- | ---- | ---- | ------------------------------------------------------------------------------------- |
| -     | 135       | 1928 | 1928 | 運用復帰した貸切用車両。                                                              |
| -     | 157       | 1930 | 1930 | 運用復帰した貸切用車両。                                                              |
| HM IV | 320       | 1955 | 1955 | 運用復帰した貸切用車両。                                                              |
| RM 1  | 332, 339  | 1955 | 1955 | 運用復帰した貸切用車両。339号は Oy Stadin Ratikat Ab の所有。                         |
| HM V  | 9-14, 175 | 1959 | 1959 | 9号から14号は予備車両。175号は、15号を元に1995年に改造したバー・トラム "Spårakoff" 。 |
| GT8   | 150       | 1967 | 2004 | 貸切用の中古車両。                                                                    |
| -     | BS 1      | 2007 | 2007 | 貸切用車両。1917年製の1号 "Brändö Spårvägs Ab tram" を復元したもの。                  |

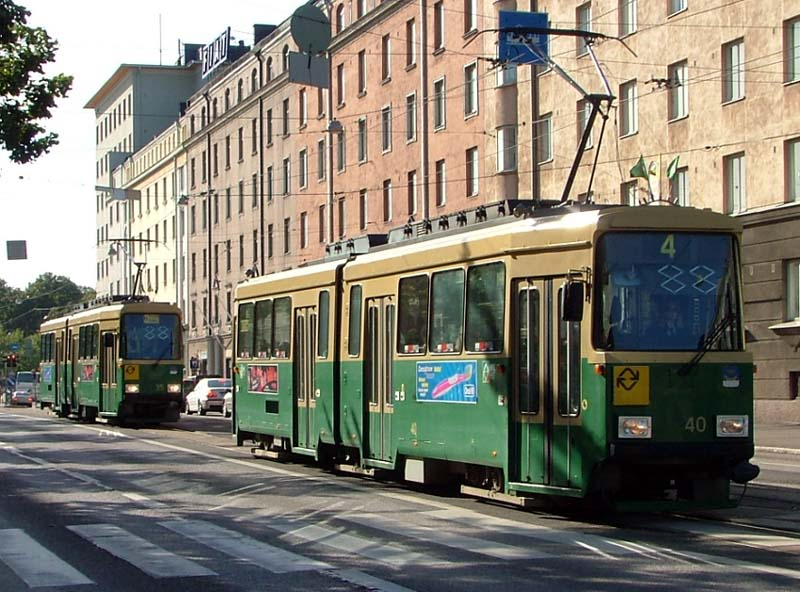
Nr I
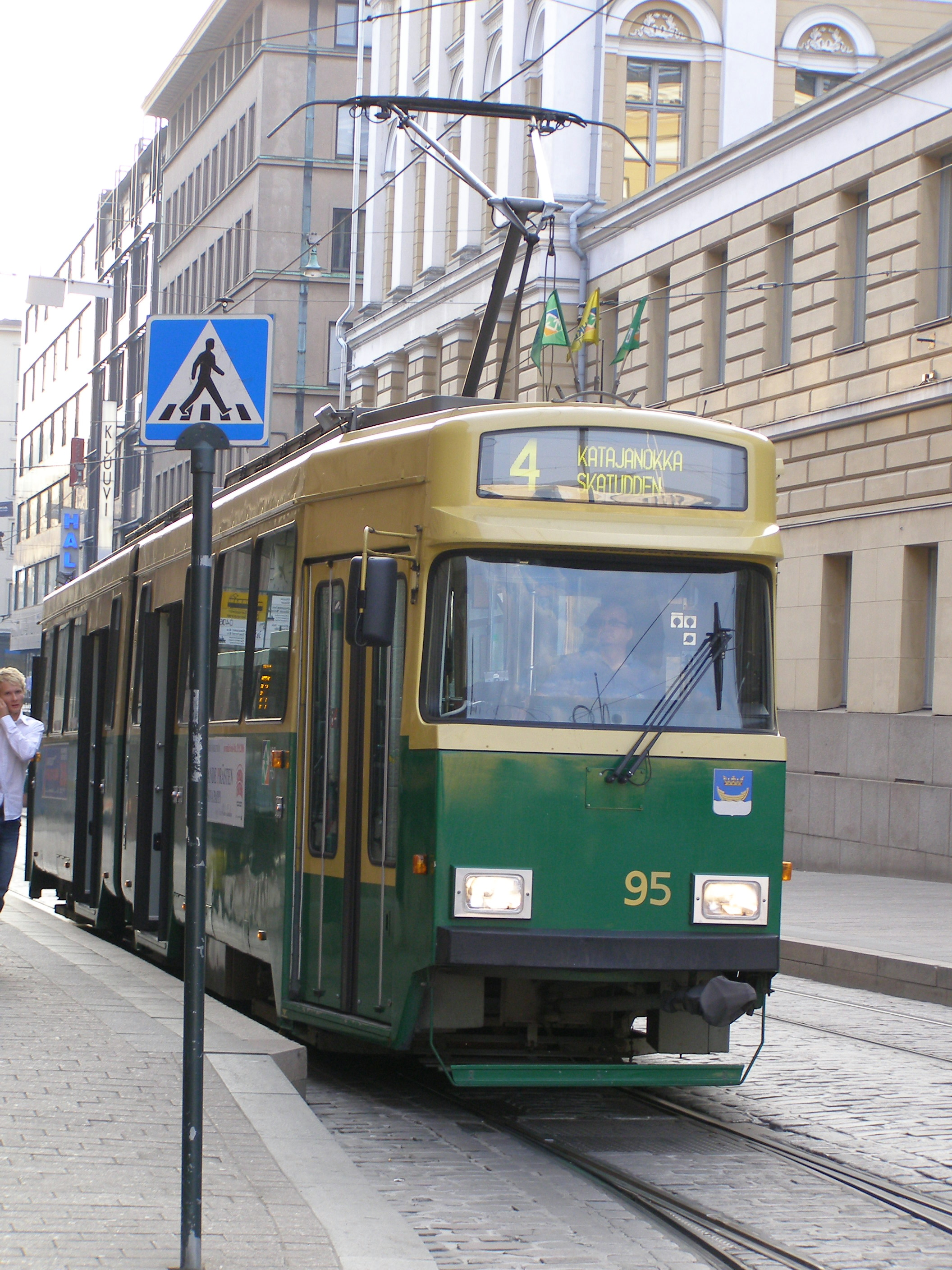
Nr II
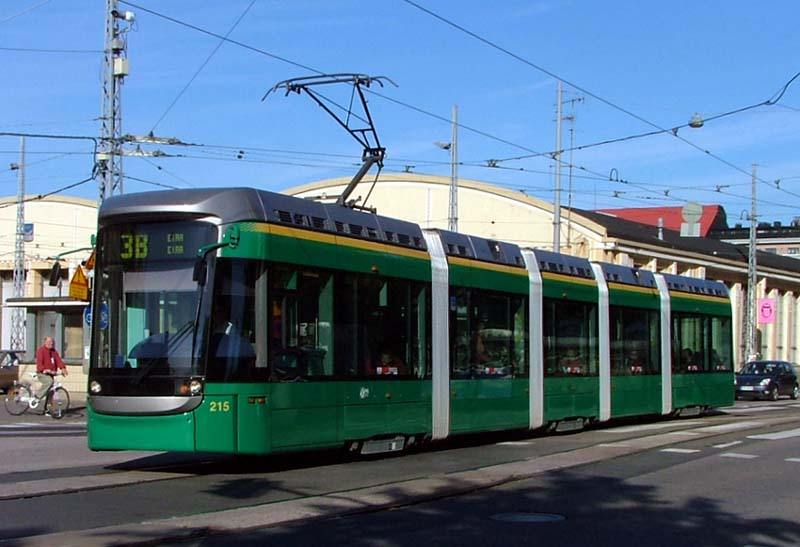
ヴァリオトラム
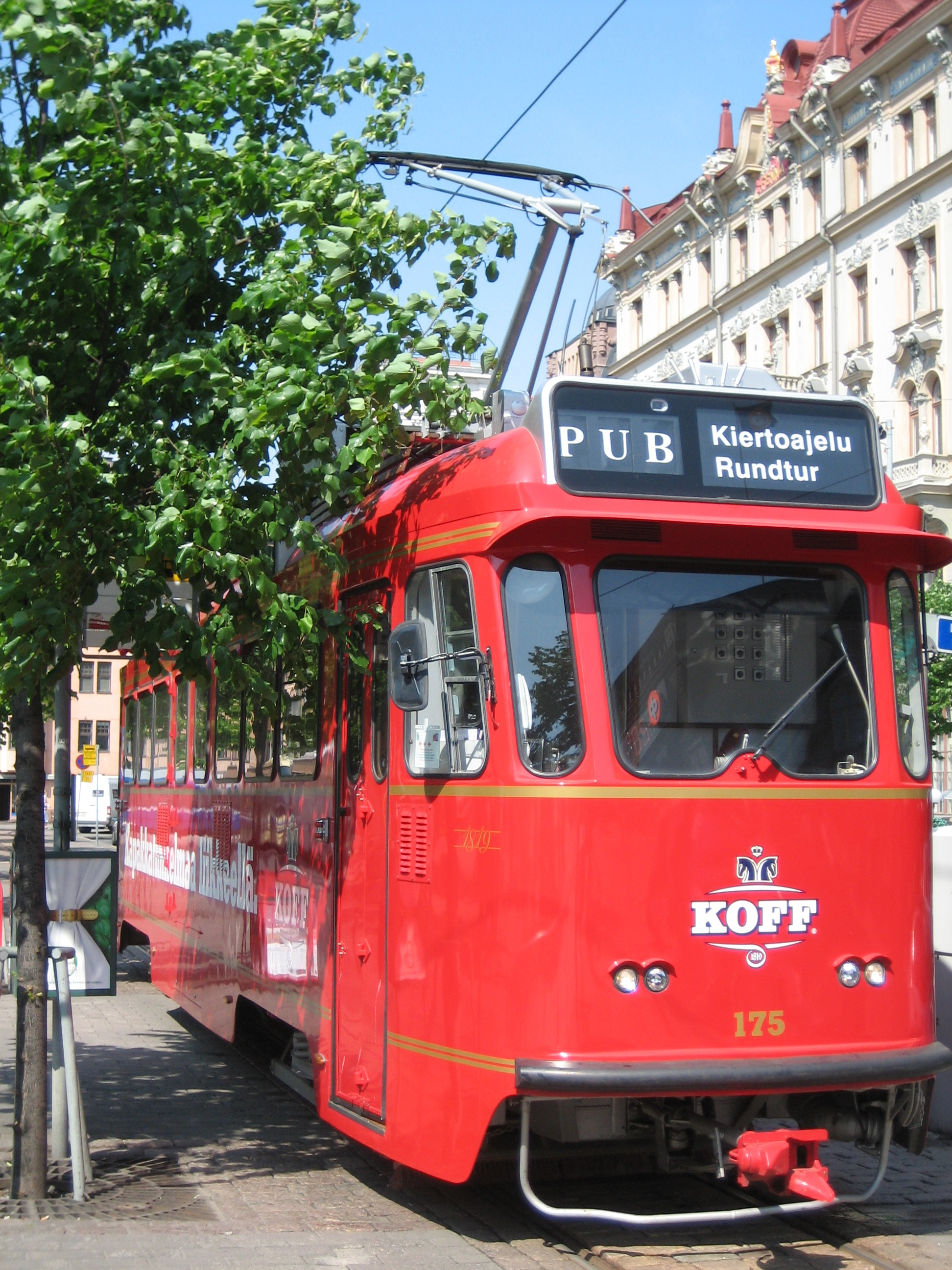
Spårakoff
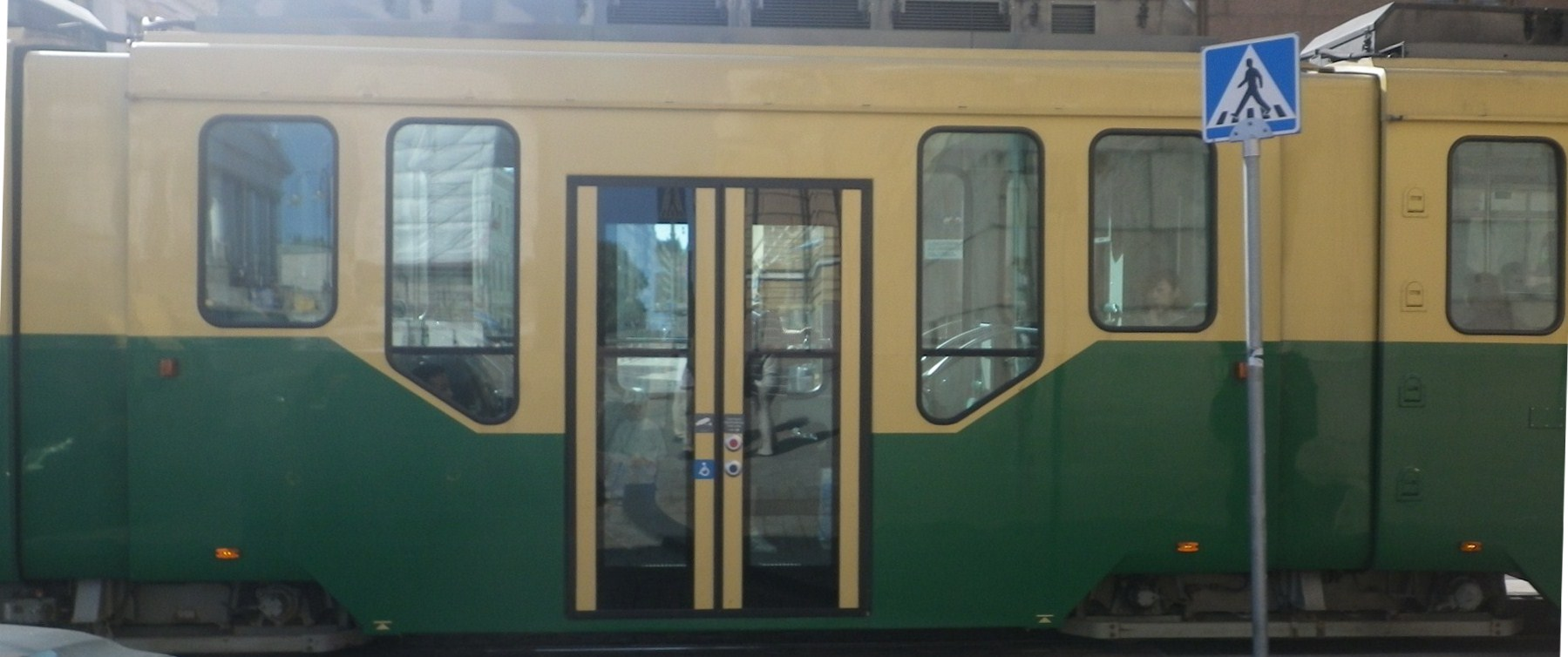
中間部低床車両 (乗降口側の面)
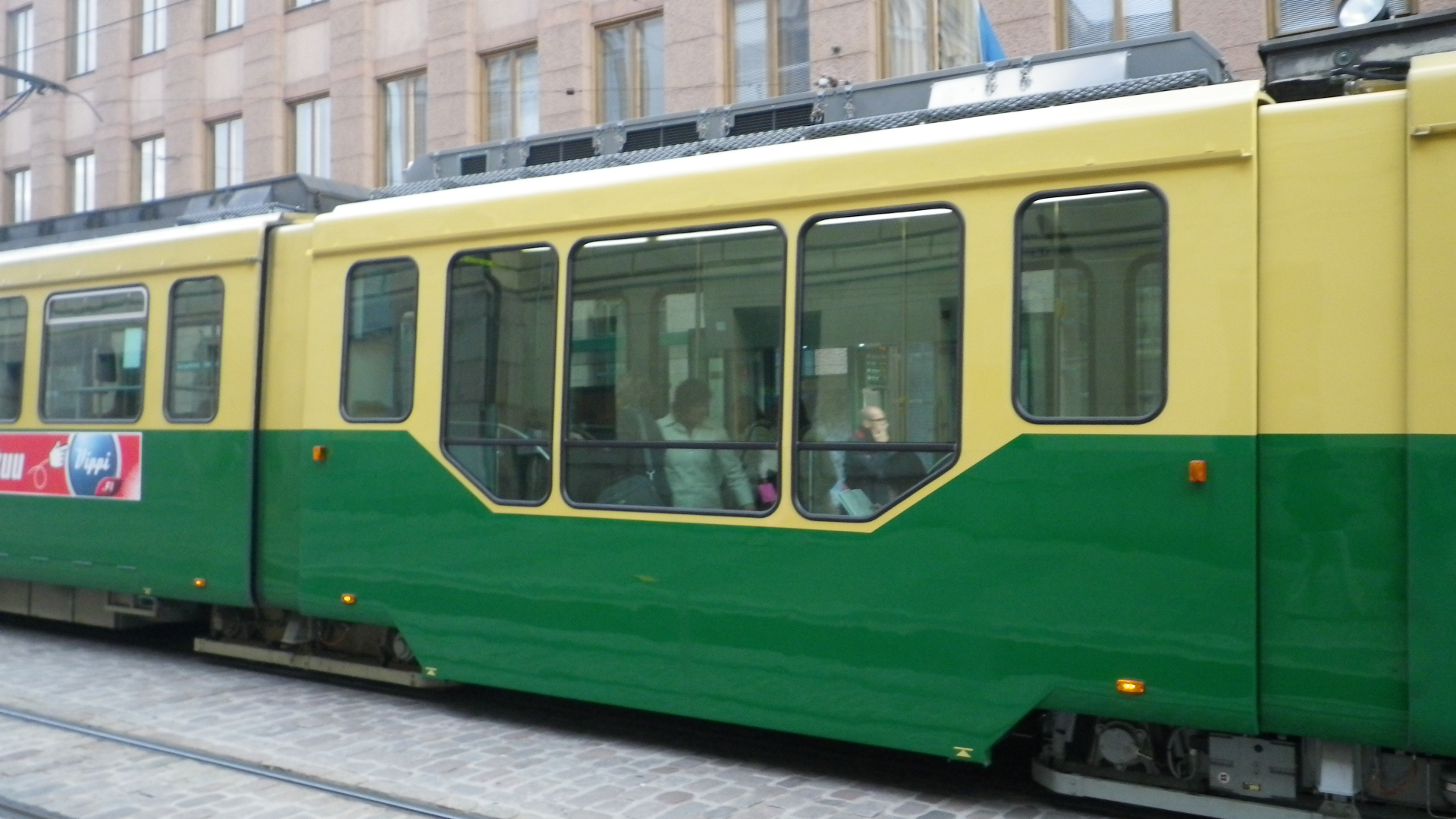
中間部低床車両 (乗降口のない面)
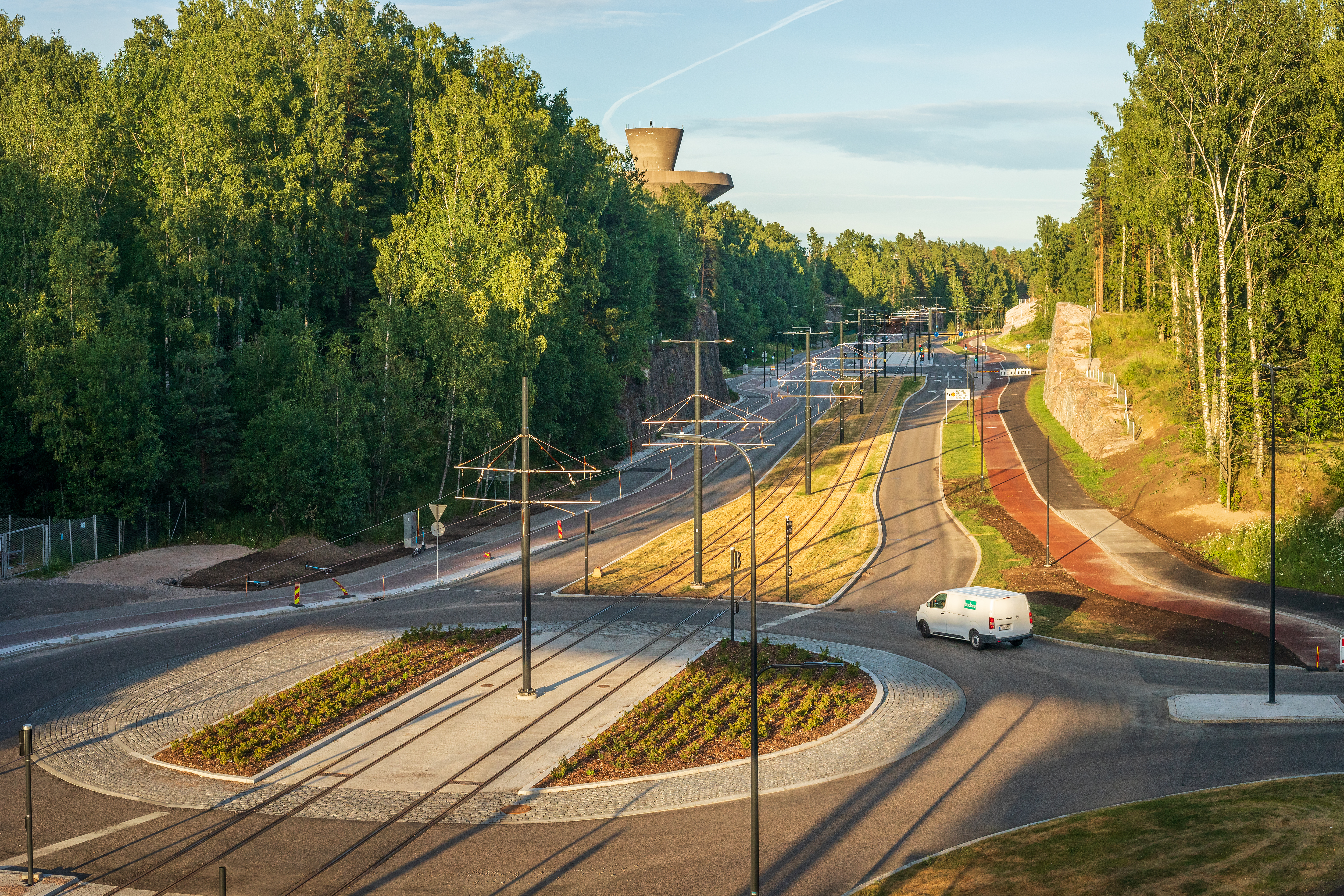
ヨケリ・ライトレールの線路